# Računska kemija
Računska kemija je veja kemije, ki uporablja načela računalništva za pomoč pri reševanju kemijskih problemov. Rezultati teoretične kemije se uporabljajo v zmogljivih računalniških programih za izračun strukture in lastnosti molekul in snovi. Rezultati izračunov običajno dopolnjujejo eksperimentalno dobljene podatke, v določenih primerih pa lahko napovejo tudi prezrte kemijske pojave. Računska kemija se pogosto uporalja pri snovaju novih zdravil in materialov. 
Lastnosti izbranega sistema, ki se najpogosteje izračunajo so struktura (položaj atomov v sistemu), absolutne in relativne (interakcijske) energije sistema, razporeditev elektronskih gostot, dipolni in multipolni momenti, vibracijske frekvence, reaktivnost, in prečni preseki pri trkih z osnovnimi delci.
Računske metode se uporabljajo za izračun tako statičnih (struktura sistema v osnovnem stanju), kot tudi dinamičnih kemijskih problemov (struktura sistema v vzbujenem stanju, npr. med kemijsko reakcijo). V vseh primerih procesorski čas in ostali viri (pomnilnik, prostor na trdem disku) narašča zelo hitro z velikostjo obravnavanega sistema. Sistem je lahko ena sama molekula, skupek molekul ali celo trdnina. Računske metode v kemiji obsegajo širok interval natančnosti; od zelo natančnih do precej približnih, pri čemer se za izbiro metode po navadi odločimo na podlagi velikosti sistema. Ab initio (sl.: od začetka) metode so zelo natančne in sisteme obravnavajo zgolj na podlagi teoretičnih rezultatov, medtem ko so empirične in semiempirične manj natančne, ker za opis določenih elementov teorije uporaljajo nekatere eksperimentalne rezultate, pogosto iz splošno prevzetih modelov in primerljivih molekul. 
Tako ab initio kot semiempirični pristop uporabljata določene približke; od poenostavitev v teoretično izpeljanih enačbah, zaradi česar jih je enostavneje rešiti, do poenostavitev, ki omejujejo velikost sistema (npr. periodični robni pogoj) in predpostavk, ki so potrebne, da rešitev enačbe sploh najdemo. Pri ab initio izračunih se najpogosteje uporablja Born–Oppenheimerjev približek, ki zaradi predpostavke, da so atomska jedra v primerjavi s hitrostjo elektronov praktično pri miru zelo poenostavi reševanje Schrödingerjeve enačbe. Rezultati ab initio metod se v bistvu približujejo natančnim rešitvam enačb, ko se manjša število uporabljenih približkov. V praksi je nemogoče opustiti vse približke, zato računski rezultati vedno vsebujejo majhno napako. Eden izmed glavnih ciljev računske kemije je zmanjšati napako v rezultatu in ohraniti izračune časovno izvedljive.
V nekaterih primerih nas bolj kot elektronska struktura molekule znima njeno obnašanje v faznem prostoru; npr. konformacija beljakovine in liganda, ki se veže na izbrano beljakovino. V tem primeru je mogoče uporabiti metode, ki delujejo po načelu klasične Newtonove mehanike in so računsko manj zahtevne kot elektronski izračuni, kar omogoča izvedbo časovno daljše molekulske dinamike. Kemoinformatika med drugim uporablja še več empiričnih (tj. časovno manj zamudnih) metod, kot je npr. strojno učenje na fizikalno-kemijskih lastnostih. Tipičen problem kemoinformatike je napovedati vezavno afiniteto molekule zdravila na izbrano tarčo. 

## Zgodovina
Na podlagi novo odkritih teorij kvantne mehanike sta prve teoretične izračune leta 1927 izpeljala Walter Heitler in Fritz London. Knjige, ki so pomembno vplivale na zgodnji razvoj računske kvantne kemije vključujejo Introduction to Quantum Mechanics – with Applications to Chemistry Linusa Paulinga in Edgarja Brighta Wilsona, Quantum Chemistry Henryja Eyringa, Elementary Wave Mechanics – with Applications to Quantum Chemistry W. Heitlerja in kasneje tudi Chrarles Coulsonov učbenik Valence. Vsaka izmed knjig je služila kot primaren vir kvantnim kemikov v naslednjih desetletjih.
Z razvojem učinkovitejših računalniških tehnologij v 40. letih 20. stoletja je reševanje zapletenih valovnih enačb za kompleksne atomske sisteme postalo uresničljivo. V 50. letih so bile opravljene prve simulacije na osnovi semiempiričnih atomskih orbtitalnih izračunov. Teoretični kemiki so postali intenzivni uporabniki zgodnjih digitalnih računalnikov. Prvi ab initio izračuni na Hartree-Fokovem nivoju za dvoatomsko molekulo so bili izvedeni leta 1956 na MIT, pri izvedbo pa so uporabili bazni set Slaterjevih orbital, leta  1960 pa sta Ransil in Nesbet objavila prvo sistematsko študijo dvoatomskih molekul. Kamlu za tem so izvedli tudi prvo simulacijo večatomne molekul, kjer so kot bazni set uporabili Gaussove orbitale. Do leta 1971, ko so prvič objabili pregled literature s področja ab initio izračunov sta bili največji obravnavani molekuli naftalen in azulen
Leta 1964 so z računi na osnovi Hücklove metode molekulskih orbital (metoda uporablja enostavno metodo linearne kombinacije atomskih orbital(LCAO, ang.: linear combination of atomic orbitals) za določanje elektronskih energij molekulskih orbital ogljikovodikov z delokaliziranimi (π in konjugiranimi) elektroni) obravnavali različno kompleksne molekule, od butadiena do benzena in ovalena. Te empirične metode so v 1960. zamenjali s semiempiričnimi metodami, kot je npr. CNDO
V zgodnjih 1970. so se pojavili prvi učinkoviti računalniški programi (ATMOL, GAUSSIAN, IBMOL, POLYATOM), od katerih je program GAUSSIAN poleg velikega števila ostalih programov še vedno v razvoju in uporabi. V istem obdobju se je začel tudi razvoj molekulske mehanike.
Eno izmed prvih omemb računske kemije najdemo v knjigi Computers and Their Role in the Physical Sciences  (1970), kjer so s stavkom 'Zdi se, da postaja računska kemija vse bolj in bolj realnost' napovedali hiter in obširen razvoj različnih računskih metod.

## Koncepti
Termin teoretična kemija lahko definiramo kot matematični opis kemije, medtem ko se termin računska kemija uporablja, ko je določena matematična metoda dovolj razvita, da jo je mogoče avtomatizirati in implementirati v računalniški program. V okviru računske kemije ne uporabljamo besed kot sta natančno in točno, saj je zelo malo pojavov v kemiji, ki jih je mogoče natančno in točno opisati z matematičnimi modeli, lahko pa vsak pojav zadovloljivo opišemo z uporabo kvalitativne ali približno kvantitativne računske sheme.
Ker je snov zgrajena iz atomov se v računski kemiji pogosto uporabljajo koncepti kvantne mehanike. Računski kemiki se po navadi odločajo za reševanje nerelativistične Schrödingerjeve enačbe z dodanimi relativističnimi popravki, v zadnjem času pa se je pojavil napredek tudi pri reševanju Diracovih enačb, ki upoštevajo vse relativistične pojave. V osnovi je mogoče rešiti tako časovno odvisno, kot tudi časovno neodvisno Schrödingerjevo enačbo za pravilno opisan sistem, kar pa je v praksi nemogoče razen za zelo majhne sisteme. Zaradi tega z velikim številom približnih metod skušamo najti najboljše razmerje med natančnostjo in računskimi stroški. Natančnost lahko vedno izboljšamo z večjim računskim vložkom (daljši čas računanja, zmogljivejši računalnik). Opazne napake se lahko pojavijo pri uporabi ab initio modelov pri obrvnavi večelektronskih sistemov, pri katerih je potrebno vključiti popolne relativistične metode, vendar nam računski stroški to onemogočajo. To npr. ovira študij interakcij molekul z atomi z veliko atomsko maso, kot so kovine prehoda in njihove katalitične lastnosti. Z zadovoljivo natančnim reševnjem Schrödingerjeve enačbe je mogoče z današnjimi algoritmi obravnavati sistem, ki vsebuje približno 40 elektronov (propan ima 52 elektronov!), pri čemer so napake pri energiji manjše od 0.01 eV, dolžina vezi in kot pa je mogoče napovedati z natančnostjo nekaj pikometrov, oziroma na 0.5 stopinje. Obravnava večjih molekul z nekaj deset elektroni je računsko izvedljiva z uporabo "približnih" metod kot je teorija gostotnega funkcionala. Na tem področju še vedno obstaja nekaj dilem o tem, ali je z njimi mogoče zadovoljivo opisati kompleksne kemijske reakcije. Velike biološke molekule je mogoče obravnavati s semiempiričnimi metodami, največje biološke molekule, pa se obravnava s klasično molekulsko mehaniko, kamor spada npr. molekulska dinamika. S QM/MM metodami je mogoče majhen del sistema opisati kvantnomehansko (QM), preostali del pa s klasično molekulsko mehaniko (MM).
V teoretični kemiji kemiki, fiziki in matematiki razvijajo algoritme in računalniške programe, s katerimi je mogoče napovedati atomske in molekulske lastnosti in reakcijske mehanizme kemijskih reakcij. Računski kemiki pogosto uporabijo že obstoječ računalniški program ali metodo, in jo prenesejo na specifični sistem. Obstajata dva glavna pogleda na računsko kemijo:
- Računske simulacije lahko opravimo, da najdemo začetno oporno točko pri laboratorijskih sintezah, ali za pomoč pri razlagi in razumevanju eksperimentalnih podatkov, kot npr. položaj in izvor spektroskopskih vrhov.
- Računske simulacije lahko služijo kot podlaga za napoved novih, neobstoječih molekul, ali pa z njimi raziskujemo mehanizme, ki jih je z eksperimentalnimi tehnikami zelo težko opazovati.

Računska kemija tako lahko pomaga eksperimentalnim kemikom ali pa jih izzove pri iskanju popolnoma novih kemijskih postopkov in snovi. V računski kemiji lahko definiramo več glavnih področij:
- Napovedovanje molekulske strukture molekul s klacično mehaniko ali naprednejšimi in natančnejšimi kvantnomehanskimi metodami;
- Iskanje in gradnja podatkovnih baz kemijskih lastnosti molekul;
- Iskanje povezave med kemijsko strukturo in lastnostmi molekul;
- Računski pristopi pri iskanju učinkovitejših sinteznih poti;
- Računski pristopi pri načrtovanju molekul s specifičnimi lastnostmi (npr, načrtovanje zdravil, katalizatorjev).

## Metode
Ena sama molekula se lahko nahaja v velikem številu molekulskih izomerov, pri čemer vsak izomer predstavlja lokalni minimum na ti. potencialni energijski ploskvi, ki je funkcija celotne energije (vsota energije elektronov in energije odboja med jedri) v odvisnosti od položaja vseh atomskih jeder. Stacionarna točka se nahaja pri tisti geometriji, kjer je vrednost odvoda funkcije energije glede na vse odmike atomskih jeder enaka nič. Lokalni energijski minimum je stacionarna točka, kjer kakršenkoli odmik vodi do povečnja energije. Minimum, ki da najnižjo vrednost energije se imenuje globalni mimimum in predstavlja najstabilnejšo izomero (obliko) molekule. Če obstaja določen premik koordinat atomskih jeder, pri katerem se energija zmanjša v obeh smereh, stacionarna točka predstavlja prehodno stanje strukture, koordinate pa so reakcijske koordinate. Proces iskanja stacionarnih točk v računski kemiji imenujemo geometrijska optimizacija. 
Določanje molekulske strukture z geometrijsko optimizacijo je postalo razširjeno šele, ko so se pojavile prve metode za učinkovito računanje prvih odvodov energije po vseh možnih koordinatah sistema (sistem z N atomi ima 3N možnih odvodov po atomskih koordinatah, potencialna energijska ploskev pa je funkcija v 3N razsežnem prostoru). Računanje odvodov drugega reda omogoča napovedovanje vibracijskih frekvenc, če predpostavimo, da se jedra gibljejo kot harmonični oscilator, prav tako drugi odvodi omogočajo karakterizacijo stacionarnih točk. Vibracijske frekvence predstavljajo lastne vrednosti Hessejeve matrike, ki vsebuje druge odvode. Če so vse lastne vrednsoti pozitivne so vibracijske frekvence realne in stacionarna točka predstavlja lokalni minimum. Če je ena lastna vrednost negativna (tj. frekvenca je imaginarna) potem stacionarna točka predstavlja prehodno stanje. Če je negativnih več lastnih vrednosti, potem stacionarna točka predstavlja kompleksno stanje in ni posebej zanimiva. Če pri iskanju lokalnih minimov in prehodnih stanj naletimo na kakšno izmed njih je potrebno iskanje odvrniti stran od nje. 
Celotna energija sistema je določena s približnimi rešitvami časovno odvisne Schrödingerjeve enačbe, po navadi brez relativističnih popravkov in z uporabo Born–Oppenheimerjevega približka. Ta omogoča ločitev gibanja elektronov in ionov, kar poenostavi reševanje Schrödingerjeve enačbe. Posledica tega je, da je celotna energija sistema seštevek elektronske energije in energije odboja elektronov. Izjema so določeni pristopi zbrani pod imenom direktna kvantna kemija, ki elektrone in jedra obravnava skupaj. Semiempirične metode in metode, ki temeljijo na gostotnih funkcionalih so izpeljanke osnovne ideje. Pri zelo velikih sistemih relativne celotne energije primerjamo z uporabo molekulske mehanike. Celotno energijo izbranih sistemov je mogoče določiti na sledeče načine: 

### Ab initio metode
Programi, k ise uporabljajo v računski kemiji temeljijo na mnogih kvantnokemijskih metodah, ki rešujejo Schrödingerjevo enačbo v kateri se uporablja molekulski Hamiltonov operator. Metode, ki pri tem ne uporabljajo kakršnihkoli empiričnih ali semiempiričnih parametrov, ampak so izpeljane naravnost iz teoretičnih osnov, se imenujejo ab initio metode. To ne pomeni, da je dobljena rešitev točna, saj tudi te metode v osnovi uporabljajo kvantnomehanske približke. Uporabljen približek je podrobno opredeljen v okviru prvih načel kvantne teorije, tako da dobimo rešitev, ki se nahaja v določenem intervalu napake, ki je v naprej znan. Če se pri izračunih uporabljajo iterativne metode, je izračun smotrno izvajati dokler ne dosežemo mejne vrednosti računske natančnosti (najboljši možni rezultat, ki ga lahko dosežemo z izbrano dolžino besede na računalniku v okviru uporabljenih matematičnih in fizikalnih približkov).
Najenostavnejši tip ab initio izračunov elektronske strukture so Hartree-Fokove metode (HF), ki so nadgradnja molekulske orbitalne teorije. Pri Hartree-Fokovih metodah se ne upošteva interakcija (odboj) med elektroni, ampak je ta zgolj posredno vključen v izračune. Ko se bazni set povečuje, se energija in valovna funkcija približujeta limiti imenovani Hartree-Fokova limita. Veliko vrst izračunov (znane so kot post-Hartree-Fokove metode) se začne s Hartree-Fokovo osnovo, dodan pa je prispevek, ki obravnava interakcijo med elektroni (imenovana tudi elektronska korelacija). Te metode se v skrajnosti približajo točni rešitvi nerelativistične Schrödingerjeve enačbe. Če hočemo dobiti natančno ujemanje med eksperimentalnimi in izračunanimi vrednostmi je potrebno vključiti tudi relativistične in spinsko-orbitalne člene, ki so zelo pomembni pri obravnavi težjih atomov. Poleg izbire metode je pri ab initio metodah potrebno izbrati tudi ustrezni bazni set. Bazni set je nabor funkcij, običajno centriranih okrog različnih atomov v molekuli, ki se uporabljajo za razširitev molekulskih orbital z LCAO Ansatzom.
Hartree-Fokova valovna funkcija je predstavljena kot enojna konfiguracijska determinanta. V nekaterih primerih, posebno pri procesih, kjer pride do spremijajnja kemijskih vezi, je tak opis sistema nezadovoljiv, zato je potrebno uporabiti več različnih konfiguracij. Pri tem se konfiguracijski koeficienti in koeficienti baznega seta optimizirajo skupaj. 
Celotno energijo molekule lahko obravnavamo kot funkcijo molekulske geometrije (potencialno energijsko ploskev). Ploskev lahko kaseje uporabimo pri analizi reakcijske dinamike. Iz stacionarnih točk na površini lahko napovemo obstoj različnih izomer in prehodnih stanj, čeprav ni nujno, da za tak proces poznamo celotno potencialno ploskev. 
Računska kemija ima pomembno vlogo tudi v termokemiji, saj je s pomočjo simulacij mogoče izračunati različne termokemijske lastnosti, kot je npr. tvorbena entalpija v okviru določene kemijske natančnosti. Kemijska natančnost je natančnot, ki omogoča realistične napovedi kemijskih procesov, njena vrednost pa po dogovoru znaša 4kJ/mol. Če hočemo kemijsko natančnost doseči na ekonomičen način, je potrebno uporabiti vrsto post-Hartree-Fokovih metod in rezultate združiti. Te metode se imenujejo kompozitne kvantnokemijske metode.

### Metode na osnovi gostotnega funkcionala
Metode, ki temeljijo na teoriji gostotnega funkcionala (DFT, ang.:Density Functional Theory) se pogosto nahajajo pod okriljem ab initio metod, čeprav veliko število funkcionalov uporablja parametre, ki so izpeljani iz empiričnih podatkov, ali drugih kompleksnih izračunov. V okviru teorije gostotega funkcionala je celotna energija sistema namesto z valovnimi funkcijami izražena kot funkcija eno-elektronske gostote. Metode na osnovi gostotnega funkcionala so lahko zelo natančne, kljub majhni računski zahtevnosti. Nekatere metode združujejo gostotni izmenjalni funkcional z Hartee-Fokovim, zato so znane kot metode s hibridnimi funkcionali.

### Semiempirične in empirične metode
Semiempirične kvantnokemijske metode temeljijo na Hartree-Fokovem formalizmu, vendar uporabljajo veliko približkov in nekatere eksperimentalne parametre. Semiempirične metode so zelo pomembne pri kvantnokemijski obravnavi velikih molekul, kjer bi bila obreavnava z Hartree-Fokovimi metodami brez približkov računsko predraga. Uporaba empiričnih parametrov do določene mere omogoča opis korelacijskih efektrov.
Semiempiričnim metodam sledijo empirične metode, pri katerih v Hamiltonovem operatorju ni posebej obravnavan dvo-elektronski del. Za opis π-elektroniskih sistemov se uporablja Hücklova metoda, ki jo je izpeljal Erich Hückel, za opis sistemov z vsemi valenčnimi elektroni pa razširjena Hücklova metoda, ki jo je razvil Roald Hoffmann.

### Molekulska mehanika
V veliko primerih je mogoče velike molekulske sisteme uspešno obravnavati brez uporabe kvantnokemijskih metod. Simulacije molekulske mehanike uporabljajo klasičen opis energije za izbrani sistem, npr. s harmonskim oscilatorjem. Vse konstante, ki se pri izračunih uporabljajo je treba določiti vnaprej, iz eksperimentalnih meritev ali pa iz ab initio izračunov. Nabor parametrov, ki so potrebni za opis izbranega sistema se imenuje polje sil in je ključnega pomena za uspeh molekulsko mehanične simulacije. Polje sil, ki je parametrizirano za izbran kemijski sistem se lahko kasneje uporabi za opis zelo podobnih sistemov. Metode molekulske mehanike se pogosto uporabljajo pri simulacijah proteinov in ostalih velikih bioloških molekul in omogočajo npr. raziskave potencialnih molekul z zdravilnimi lastnostmi.

### Metode za obravnavo trdnin
Z računskimi kemijskimi metodami lahko obravnavamo tudi primere s področja fizike trdne snovi. Elektronsko strukturo kristalov je mogoče v splošnem opisati z elektronskimi pasovi, ki definirajo energijo elektronskih orbital v vsaki točki Brillouinove cone. Ker z ab initio in semiempiričnimi izračuni dobimo energijo orbital, lahko metodo koristno uporabimo tudi za izračun strukture elektronskih pasov. Računanje strukture elektronskih pasov je računsko precej zahtevnejša naloga, kot računanje celotne energije molekule.

### Molekulska dinamika
Molekulska dinamika uporablja klasične Newtonove zakone gibanja za opis časovno odvisnega obanšanja sistema (vibracije molekul, Brownovo gibanje). Molekulska dinamika združena s teorijo gostotnega funkcionala je znana pod imenom Car-Parrinello molekulska dinamika.